# Transsubstancjacja
Transsubstancjacja (łac. transsubstantiatio) lub przeistoczenie – w teologii katolickiej oznacza rzeczywistą przemianę substancji podczas Eucharystii: chleba (hostii) i wina w ciało i krew Jezusa Chrystusa. Termin ten został przyjęty podczas Soboru Laterańskiego IV w 1215 roku. Teolodzy prawosławni używają czasem terminu przeistoczenie (gr. μετουσίωσις, ros. пресуществление) – uważają jednak, że termin ten ma charakter nie opisowy, ale wskazuje na tajemnicę obecności cielesnej Jezusa w Eucharystii.

## Historia
Termin przeistoczenie wszedł do użycia w teologii katolickiej w średniowieczu, wraz z potrzebą uściślenia rozumienia Eucharystii jako sakramentu, poprzez użycie pojęć wziętych z języka filozofii, zwłaszcza metafizyki. Bezpośrednią przyczyną tej precyzacji języka teologicznego były twierdzenia niektórych teologów, które wydały się stać w sprzeczności z sensus fidei, zmysłem wiary Kościoła na temat tajemnicy chleba i wina w Eucharystii. Nieprzerwaną tradycję wiary Kościoła od pierwszych wieków opisał papież Paweł VI w encyklice Mysterium fidei, w której przytoczył wiele wypowiedzi Ojców Kościoła na ten temat. Papież zacytował m.in. katechezę Cyryla Jerozolimskiego (315–386) do nowo ochrzczonych:

Pouczony o tym i pełen niezachwianej wiary, że to, co się zdaje być chlebem, nie jest chlebem, chociaż takie wrażenie daje smak, lecz ciałem Chrystusa, a co się zdaje być winem, nie jest winem, choć się tak smakowi wydaje, ale krwią Chrystusa umocnij serce twoje, pożywając ten chleb jako duchowy i rozwesel oblicze twej duszy. Katecheza mystagogiczna 22,9. (Myst.4), PG 33,1103.

Spory dotyczące tego, co dzieje się z chlebem i winem w czasie Eucharystii – czyli rozumienia sakramentalnej obecności Chrystusa w postaciach eucharystycznych – rozpoczęły się stosunkowo późno, w czasach renesansu karolińskiego w IX i X wieku. Wiążą się z pracami takich autorów, jak Paschazjusz Radbert (zm. ok. 860), opat klasztoru w Corbie w Galii. Napisał on w latach 831–833 rozprawę O Ciele i Krwi Pańskiej. W 844 r. przejrzał ją i wysłał do przeczytania królowi Karolowi Łysemu. Podobnie jak później Piotr Damiani (zm. 1072) i wielu uczonych wczesnego średniowiecza, uważał, że historyczne i eucharystyczne ciało Jezusa były tożsame. Poszukując właściwej odpowiedzi, Karol zapytał o opinię na ten temat innego mnicha z Corbie, Ratramnusa (zm. 868). Teolog ten odpowiedział w inny sposób niż jego współbrat z opactwa. Aby wytłumaczyć rzeczywistą obecność ciała Chrystusa, wprowadził rozróżnienie na rzeczywistość symbolu (łac. in figura) i rozpoznawaną przez wiarę rzeczywistość właściwą, duchową, (in veritate), przekazywaną przez tę pierwszą. Stwierdził, że Chrystus jest przyjmowany jak rzeczywiście obecny w sakramencie, ale przyjmowany w sensie duchowym, a nie jako rzeczywistość fizykalna. Jego osoba uległa z czasem zapomnieniu, a pisma zostały przypisane Janowi Szkotowi Eriugenie i potępione na synodzie w Vercelli w 1050 r.
Berengariusz z Tours (zm. 1088) poszedł za rozumowaniem Ratramnusa i w rozprawie O Wieczerzy Pańskiej sprzeciwił się ujęciom Paschazjusza. Poglądy Berengariusza wywołały wiele sporów, zorganizowano kilka synodów. Autorytatywnie, jak od strony metafizycznej należy ująć realną obecność Chrystusa pod postaciami chleba i wina sformułował dogmatycznie Sobór laterański IV (1215 r.):

Jeden jest przeto powszechny Kościół-zgromadzenie wierzących, poza którym nikt nie doznaje zbawienia, w którym też Jezus Chrystus jest kapłanem i jednocześnie ofiarą, którego ciało i krew prawdziwie zawarte są w sakramencie ołtarza pod postaciami chleba i wina, po przeistoczeniu mocą Bożą chleba w ciało i wina w krew: abyśmy dla doskonałego osiągnięcia tajemnicy jedności, otrzymali my sami od Niego to, co On otrzymał od nas.

Po ponad trzystu latach, wobec kontrowersji wzbudzonych przez Reformację, już w pierwszej fazie swych obrad w latach 1547–1551 Sobór trydencki podjął temat prawdziwej obecności Chrystusa w Eucharystii. Było to pierwsze dyskutowane zagadnienie. W 1551 r. w czasie XII sesji ogłoszono Dekret o Eucharystii i Kanony o sakramencie świętej Eucharystii (DS 1635–1661). W dekrecie tym podkreślono prawdę o tym, że po konsekracji Chrystus zawarty jest w obydwu postaciach podpadających pod zmysły: prawdziwie, rzeczywiście i substancjalnie (vere, realiter et substantialiter). Cała substancja chleba zamienia się w ciało Chrystusa, a wina w krew.
Kanon 2 brzmi:

Kanon 2. Gdyby ktoś mówił, że w Najświętszym Sakramencie Eucharystii pozostaje substancja chleba i wina wraz z ciałem i krwią Pana naszego Jezusa Chrystusa, i przeczył tej przedziwnej i jedynej w swoim rodzaju przemianie całej substancji chleba w ciało i całej substancji wina w krew, z zachowaniem jedynie postaci chleba i wina, przemianie, którą Kościół katolicki bardzo trafnie nazywa przeistoczeniem – niech będzie wyklęty.

Charakterystyczne dla sposobu podejścia do Eucharystii w czasach Reformacji było to, że kwestię przeistoczenia omawiano bez powiązania z kwestią Mszy jako ofiary. To osobne potraktowanie tych kwestii na Soborze dało później metodologiczną, a także swego rodzaju dogmatyczną podbudowę dla traktowania w katolickiej teologii tych zagadnień osobno.
W okresie Soboru watykańskiego II (1962–1965) nauczanie o przeistoczeniu w Eucharystii było na nowo poddane pod dyskusję przez niektórych teologów, zwłaszcza w Holandii. Postulowali oni mówienie o zmianie znaczenia (transsignificatio) i zmianie celu (transfinalisatio) zamiast o zmianie istoty (transsubstantiatio). Papież Paweł VI w 1965 r. wystąpił z encykliką Mysterium fidei, w której bardzo mocno podkreślił tradycyjne rozumienie transsubstancjacji. W rozdziale poświęconym temu tematowi najpierw odwołał się do definicji Trydentu, a następnie odniósł się do prób nowych interpretacji:

Po dokonanym przeistoczeniu postacie chleba i wina nabierają nowego bez wątpienia znaczenia i nowego zadania, ponieważ nie są już pospolitym chlebem i pospolitym napojem, lecz znakiem rzeczy świętej i znakiem duchowego pokarmu; ale dlatego przybierają nowe znaczenie i nowy cel, że zawierają nową „rzeczywistość”, którą słusznie nazywamy ontologiczną. Pod wspomnianymi bowiem postaciami nie kryje się już to, co było przedtem, lecz coś zupełnie innego, a to nie tylko ze względu na przeświadczenie wiary Kościoła, ale w rzeczy samej, ponieważ po przemianie substancji, czyli istoty chleba i wina w ciało i krew Chrystusa, nie pozostaje już nic z chleba i wina poza samymi postaciami, pod którymi przebywa Chrystus cały i nieuszczuplony, w swej fizycznej „rzeczywistości”, obecny nawet ciałem, chociaż nie w ten sam sposób, w jaki ciała są umiejscowione w przestrzeni. (Misterium fidei, 3 września 1965 r.)

Paweł VI powtórzył to nauczanie trzy lata później, w 1968 r. w uroczystym Wyznaniu wiary Ludu Bożego. W tekście wyznania czytamy m.in., że do przeistoczenia dochodzi niezależnie od naszej świadomości:

A wszelkie tłumaczenia teologów, które starają się nieco rozumieć tę tajemnicę, aby zgodne były z wiarą katolicką, powinny niewzruszenie utrzymywać, że niezależnie od naszej świadomości chleb i wino po konsekracji rzeczywiście przestają istnieć, tak że po niej godne uwielbienia Ciało i Krew Pana Jezusa są prawdziwie przed nami obecne pod postaciami sakramentalnymi chleba i wina, jak życzył sobie tego sam Pan, aby dać nam siebie na pokarm i aby nas zespolić w jedności swego Ciała Mistycznego. Jedyne indywidualne istnienie Chrystusa Pana w chwale niebieskiej nie uwielokrotnia się przez Sakrament, lecz staje się obecne w różnych miejscach świata, gdzie odprawia się ofiara eucharystyczna; oto mamy owo misterium wiary i bogactw eucharystycznych, które winniśmy bezwarunkowo uznać.

W liturgii rzymskiej podczas Eucharystii używany jest chleb pszeniczny, niekwaszony, wino naturalne – niesłodzone, z winogron. Aktu transsubstancjacji może dokonać jedynie kapłan, wzbudzając w sobie intencję przemienienia chleba (hostii) i wina w ciało i krew Jezusa Chrystusa w czasie Modlitwy Eucharystycznej.
Do XX w. w teologii upatrywano konsekrację w momencie, gdy kapłan bierze do rąk chleb, a następnie kielich z winem wypowiadając słowa
- nad hostią: Bierzcie i jedzcie z tego wszyscy: to jest bowiem Ciało Moje, które za was będzie wydane (Mt 26,26; Mk 14,22; Łk 22,19; 1Kor 11,24);
- nad winem: Bierzcie i pijcie z niego wszyscy: to jest bowiem kielich krwi Mojej nowego i wiecznego przymierza, która za was i za wielu będzie wylana na odpuszczenie grzechów. To czyńcie na moją pamiątkę. (Mt 26,27–28; Mk 14,24; Łk 22,20; 1Kor 11,25)

Doktryna transsubstancjacji zakłada, że przemiana chleba i wina jest trwała, to znaczy po skończonej mszy pozostają one ciałem i krwią Chrystusa; dlatego konsekrowane hostie przechowuje się w tabernakulum. Wiara w to znalazła wyraz w katolickim kulcie Najświętszego Sakramentu, np. adoracjach, procesjach eucharystycznych, zwłaszcza podczas uroczystości Bożego Ciała.

## Inne wyznania chrześcijańskie
W Anglii, od 1673 wszystkich pretendentów do pełnienia funkcji publicznych zobowiązano do składania przysięgi dotyczącej transsubstancjacji, następującej treści oświadczam, że wierzę, iż w sakramencie eucharystii nie ma żadnej transsubstancjacji pierwiastków chleba i wina w ciało i krew Chrystusa. Naukę transsubstancjacji oprócz katolicyzmu uznaje w swojej teologii również najbardziej zbliżony doktrynalnie odłam Kościoła anglikańskiego, zwany Kościołem Wysokim. Kościoły protestanckie pojmują zwykle obecność ciała i krwi Jezusa w sakramencie ołtarza jako konsubstancjację – realną obecność Chrystusa w hostii i winie tylko podczas sprawowania sakramentu (luteranizm), jako obecność duchową (kalwinizm, niektóre inne Kościoły protestanckie), albo jako symboliczną pamiątkę Ostatniej Wieczerzy (np. zwinglianizm, niektóre Kościoły reformowane i ewangelikalne, część zielonoświątkowych, baptystyczny).
Cerkwie prawosławne mówią o metabole (gr. μεταβολή – przemiana) elementów komunijnych, bez rozróżniania na istotę (substancję) i przypadłość (akcydens). Momentem przemiany jest jednak nie wypowiedzenie słów konsekracji, ale epikleza.
Kościoły starokatolickie wierzą w realną obecność Chrystusa w Eucharystii, choć nie definiują jej jako „przeistoczenie”. Widzą ją jako uobecnienie ofiary Chrystusa pod znakami chleba i wina.
Świadkowie Jehowy nie popierają poglądu, jakoby w trakcie uroczystości Wieczerzy Pańskiej miała zachodzić transsubstancjacja w literalne ciało i krew Jezusa. Podczas tego obchodzonego raz w roku święta używają wyłącznie przaśnego chleba oraz zwykłego czerwonego wina – jako symboli ciała i krwi Chrystusa – podobnych do tych, jakimi posłużył się Jezus ustanawiając tę uroczystość, a które pozostały po spożytym przez Jezusa i apostołów posiłku paschalnym. Mają one jedynie symbolizować bezgrzeszne ciało Chrystusa oraz złożoną przez niego ofiarę.